# Lee Eun-shim
Dans ce nom, le nom de famille, Lee, précède le nom personnel coréen.
Lee Eun-shim (hangeul : 이은심), née en 1936, est une actrice sud-coréenne.

## Biographie
En 1960, Lee Eun-shim joue le rôle-titre du film La Servante de Kim Ki-young. L'histoire est celle d'une jeune femme au comportement trouble et ambigu qui s'immisce dans le quotidien d'une famille banale et sans histoire pour y mettre un désordre morbide et pulsionnel. Le film, tourné pendant la seule et unique année de liberté d'expression ayant eu lieu en Corée du Sud entre 1948 et 1987, est, selon la critique, « cent dix minutes de concentré de désir destructeur, de haine de classe, de perversité, une image saisissante d’une société ravagée par la violence ». À sa sortie, La Servante suscite la controverse en raison de son caractère sulfureux. Plusieurs chroniqueurs de l'histoire du cinéma coréen estiment que Lee Eun-shim dut renoncer à sa carrière en raison de la haine qu'elle provoqua chez les spectateurs, qui allaient jusqu'à insulter son personnage pendant la projection.
En réalité, Lee Eun-shim tourne dans trois autres films après La Servante et décide de mettre un terme à sa carrière de sa propre volonté en 1964, se considérant comme « simplement pas douée » pour le métier d'actrice. Elle épouse le réalisateur Lee Seung-gu, rencontré sur le tournage de As Time Passes, Love and Sorrow Will..., et part vivre au Brésil, où elle donne naissance à deux enfants, un garçon et une fille. En 2010, Lee Eun-shim accepte de jouer dans le remake de La Servante, The Housemaid de Im Sang-soo, mais doit finalement renoncer pour raisons de santé. En 2015, Lee Eun-shim présente une version restaurée de La Servante au Festival international du film de Busan et effectue pour l'occasion son premier voyage en Corée du Sud après son départ, trente-trois ans plus tôt. Elle déclare alors : « Cette visite en Corée sera probablement la première et la dernière pour moi. Je passerai mes derniers jours au Brésil, mais je me considère toujours comme une coréenne ».

## Filmographie
- 1959 : The Early Spring (Jochun)
- 1960 : La Servante (Hanyo) de Kim Ki-young : Myeong-sook, la servante
- 1962 : As Time Passes, Love and Sorrow Will... (Sarangdo Seulpeumdo Sewori Gamyeon) de Lee Seong-gu
- 1962 : In So Long (Geutorok Oraen Ibyeol) de Park Jong-ho
- 1964 : The Modern Grandma (Sinsik Halmeoni) de Baek Ho-bin